# Spondylus occidens
Spondylus occidens is een tweekleppigensoort uit de familie van de Spondylidae. De wetenschappelijke naam van de soort is voor het eerst geldig gepubliceerd in 1903 door G.B. Sowerby III.
Rechter en linker klep van hetzelfde exemplaar:

Rechter Klep
Linker Klep